# Patinação artística na Universíada
A patinação artística é disputada na Universíada desde a primeira edição da Universíada de Inverno em 1960, em Chamonix,sendo excluída do programa no período de 1972 a 1978. Atualmente fazem parte do programa quatro eventos: individual masculino, individual feminino, duplas e dança no gelo.Entre as edições de 2007 e 2011,foi realizada a competição da patinação sincronizada que fará o seu retorno na edição de 2019.

## Eventos
| Evento                 | 60 | 62 | 64 | 66 | 68 | 70 | 81 | 83 | 85 | 87 | 89 | 91 | 93 | 95 | 97 | 99 | 01 | 03 | 05 | 07 | 09 | 11 | 13 | 15 | 17 | 19 |
| ---------------------- | -- | -- | -- | -- | -- | -- | -- | -- | -- | -- | -- | -- | -- | -- | -- | -- | -- | -- | -- | -- | -- | -- | -- | -- | -- | -- |
| Individual masculino   | •  |    | •  | •  | •  | •  | •  | •  | •  | •  | •  | •  | •  | •  | •  | •  | •  | •  | •  | •  | •  | •  | •  | •  | •  | •  |
| Individual feminino    | •  | •  | •  | •  | •  |    | •  | •  | •  | •  | •  | •  | •  | •  | •  | •  | •  | •  | •  | •  | •  | •  | •  | •  | •  | •  |
| Duplas                 |    |    |    | •  | •  | •  |    | •  | •  | •  | •  | •  | •  | •  | •  | •  | •  | •  | •  | •  | •  | •  | •  | •  | •  | •  |
| Dança no gelo          |    |    | •  | •  | •  | •  | •  | •  | •  | •  | •  | •  | •  | •  | •  | •  | •  | •  | •  | •  | •  | •  | •  | •  | •  | •  |
| Patinação sincronizada |    |    |    |    |    |    |    |    |    |    |    |    |    |    |    |    |    |    |    | •  | •  | •  |    |    |    | •  |

## Lista de medalhistas

### Individual masculino
| Evento                       | Ouro                                  | Prata                                 | Bronze                              |
| Chamonix 1960                | Alain Calmat · França                 | Nobuo Sato · Japão                    | Heinrich Podhajsky · Áustria        |
| Špindlerův Mlýn 1964         | Karol Divín · Tchecoslováquia         | Nobuo Sato · Japão                    | Valeri Meshkov · União Soviética    |
| Sestriere 1966               | Nobuo Sato · Japão                    | Sergei Chetverukhin · União Soviética | Philippe Pélissier · França         |
| Innsbruck 1968               | Sergei Chetverukhin · União Soviética | Marián Filc · Tchecoslováquia         | Gunter Anderl · Áustria             |
| Rovaniemi 1970               | Ondrej Nepela · Tchecoslováquia       | Sergei Chetverukhin · União Soviética | Sergei Volkov · União Soviética     |
| Jaca 1981                    | Konstantin Kokora · União Soviética   | Shinji Someya · Japão                 | Oleg Vasiliev · União Soviética     |
| Sófia 1983                   | Takashi Mura · Japão                  | Vitali Egorov · União Soviética       | Grzegorz Głowania · Polônia         |
| Belluno 1985                 | Zhang Shubin · China                  | Robert Rosenbluth · Estados Unidos    | David Jamison · Estados Unidos      |
| Štrbské Pleso 1987           | Petr Barna · Tchecoslováquia          | Vitali Egorov · União Soviética       | Paul Wylie · Estados Unidos         |
| Sófia 1989                   | Makoto Kano · Japão                   | James Cygan · Estados Unidos          | Vladimir Petrenko · União Soviética |
| Sapporo 1991                 | Michael Chack · Estados Unidos        | Jung Sung-il · Coreia do Sul          | Oleg Tataurov · União Soviética     |
| Zakopane 1993                | Yueming Liu · China                   | Damon Allen · Estados Unidos          | Masakazu Kagiyama · Japão           |
| Jaca 1995                    | Michael Weiss · Estados Unidos        | Damon Allen · Estados Unidos          | Zhang Min · China                   |
| Jeonju 1997 (detalhes)       | Ruslan Novoseltsev · Rússia           | Cornel Gheorghe · Romênia             | Alexander Abt · Rússia              |
| Poprad Tatry 1999 (detalhes) | Li Yunfei · China                     | Alexei Vasilevski · Rússia            | Xia Li · China                      |
| Zakopane 2001 (detalhes)     | Roman Serov · Rússia                  | Hu Xiaoou · China                     | Makoto Okazaki · Japão              |
| Tarvisio 2003 (detalhes)     | Alexei Vasilevski · Rússia            | Anton Smirnov · Rússia                | Kensuke Nakaniwa · Japão            |
| Innsbruck 2005 (detalhes)    | Daisuke Takahashi · Japão             | Song Lun · China                      | Hu Xiaoou · China                   |
| Turim 2007 (detalhes)        | Daisuke Takahashi · Japão             | Nobunari Oda · Japão                  | Xu Ming · China                     |
| Harbin 2009 (detalhes)       | Xu Ming · China                       | Artem Borodulin · Rússia              | Alban Préaubert · França            |
| Erzurum 2011 (detalhes)      | Nobunari Oda · Japão                  | Sergei Voronov · Rússia               | Daisuke Murakami · Japão            |
| Trentino 2013 (detalhes)     | Song Nan · China                      | Gordei Gorshkov · Rússia              | Akio Sasaki · Japão                 |
| Granada 2015 (detalhes)      | Peter Liebers · Alemanha              | Takahiko Kozuka · Japão               | Artur Gachinski · Rússia            |
| Almaty 2017 (detalhes)       | Denis Ten · Cazaquistão               | Kenji Tanaka · Japão                  | Alexander Marjorov · Suécia         |
| Krasnoyarsk 2019 (detalhes)  |                                       |                                       |                                     |
|                              | Referências:                          |                                       |                                     |

### Individual feminino
| Evento                       | Ouro                                   | Prata                                  | Bronze                            |
| Chamonix 1960                | Jitka Hlaváčková · Tchecoslováquia     | Eva Grožajová · Tchecoslováquia        | Helga Zöllner · Hungria           |
| Villars 1962                 | Junko Hiramatsu · Japão                | Jitka Hlaváčková · Tchecoslováquia     | Helga Zöllner · Hungria           |
| Špindlerův Mlýn 1964         | Miwa Fukuhara · Japão                  | Junko Hiramatsu · Japão                | Helli Sengstschmid · Áustria      |
| Sestriere 1966               | Miwa Fukuhara · Japão                  | Kumiko Sato · Japão                    | Alena Augustova · Tchecoslováquia |
| Innsbruck 1968               | Kumiko Sato · Japão                    | Helli Sengstschmid · Áustria           | Kazumi Yamashita · Japão          |
| Jaca 1981                    | Natalia Strelkova · União Soviética    | Svetlana Frantsuzova · União Soviética | Lori Benton · Estados Unidos      |
| Sófia 1983                   | Natalia Ovchinnikova · União Soviética | Natalia Lebedeva · União Soviética     | Hana Veselá · Tchecoslováquia     |
| Belluno 1985                 | Juri Ozawa · Japão                     | Debbie Walls · Estados Unidos          | Deborah Tucker · Estados Unidos   |
| Štrbské Pleso 1987           | Larisa Zamotina · União Soviética      | Stefanie Schmid · Suíça                | Yvonne Gómez · Estados Unidos     |
| Sófia 1989                   | Marina Kielmann · Alemanha             | Larisa Zamotina · União Soviética      | Nancy Kerrigan · Estados Unidos   |
| Sapporo 1991                 | Tonia Kwiatkowski · Estados Unidos     | Kyoko Ina · Estados Unidos             | Bo Zhang · China                  |
| Zakopane 1993                | Junko Yaginuma · Japão                 | Kyoko Ina · Estados Unidos             | Bo Zhang · China                  |
| Jaca 1995                    | Tonia Kwiatkowski · Estados Unidos     | Maria Butyrskaya · Rússia              | Kumiko Koiwai · Japão             |
| Jeonju 1997 (detalhes)       | Kumiko Koiwai · Japão                  | Rena Inoue · Japão                     | Niping Tian · China               |
| Poprad Tatry 1999 (detalhes) | Elena Sokolova · Rússia                | Irina Slutskaya · Rússia               | Daria Timoshenko · Rússia         |
| Zakopane 2001 (detalhes)     | Irina Tkatchuk · Rússia                | Sabina Wojtala · Polônia               | Silvia Fontana · Itália           |
| Tarvisio 2003 (detalhes)     | Shizuka Arakawa · Japão                | Angela Lien · Estados Unidos           | Lesley Hawker · Canadá            |
| Innsbruck 2005 (detalhes)    | Yoshie Onda · Japão                    | Galina Maniachenko · Ucrânia           | Liu Yan · China                   |
| Turim 2007 (detalhes)        | Akiko Suzuki · Japão                   | Valentina Marchei · Itália             | Fang Dan · China                  |
| Harbin 2009 (detalhes)       | Yukari Nakano · Japão                  | Nana Takeda · Japão                    | Kiira Korpi · Finlândia           |
| Erzurum 2011 (detalhes)      | Candice Didier · França                | Sonia Lafuente · Espanha               | Shion Kokubun · Japão             |
| Trentino 2013 (detalhes)     | Sofia Biryukova · Rússia               | Valentina Marchei · Itália             | Sofia Mishina · Rússia            |
| Granada 2015 (detalhes)      | Alena Leonova · Rússia                 | Maé-Bérénice Méité · França            | Maria Artemieva · Rússia          |
| Almaty 2017 (detalhes)       | Elena Radionova · Rússia               | Rin Nitaya · Japão                     | Hinano Isobe · Japão              |
| Krasnoyarsk 2019 (detalhes)  |                                        |                                        |                                   |
| Referências:                 |                                        |                                        |                                   |

### Duplas
| Evento                       | Ouro                                                   | Prata                                                    | Bronze                                                    |
| Sestriere 1966               | Tatiana Tarasova · Georgi Proskurin · União Soviética  | Agnesa Wlachovská · Peter Bartosiewicz · Tchecoslováquia | Tamara Moskvina · Alexei Mishin · União Soviética         |
| Innsbruck 1968               | Bohunka Sramkova · Jan Sramek · Tchecoslováquia        | Tatiana Skaranova · Anatoli Evdokimov · União Soviética  | Lyudmila Suslina · Aleksandr Tikhomirov · União Soviética |
| Rovaniemi 1970               | Lyudmila Smirnova · Andrei Suraikin · União Soviética  | Galina Karelina · Georgi Proskurin · União Soviética     | Eveline Scharf · Wilhelm Bietak · Áustria                 |
| Sófia 1983                   | Nelli Chervotkina · Viktor Teslia · União Soviética    | Anna Malgina · Sergei Korovin · União Soviética          | Bo Luan · Yao Bin · China                                 |
| Belluno 1985                 | Sandy Hartubise · Craig Maurizi · Estados Unidos       | Yulia Bystrova · Alexander Tarasov · União Soviética     | Svetlana Frantsuzova · Oleg Gorshkov · União Soviética    |
| Štrbské Pleso 1987           | Elena Kvitchenko · Rashid Kadyrkaev · União Soviética  | Elena Bechke · Valeri Kornienko · União Soviética        | Calla Urbanski · Michael Bilcharski · Estados Unidos      |
| Sófia 1989                   | Natalia Mishkutenok · Artur Dmitriev · União Soviética | Sharon Carz · Douglas Williams · Estados Unidos          | Marina Eltsova · Sergei Zaitsev · União Soviética         |
| Sapporo 1991                 | Marina Eltsova · Andrei Bushkov · União Soviética      | Evgenia Chernyshova · Dmitri Sukhanov · União Soviética  | Dawn Goldstein · Troy Goldstein · Estados Unidos          |
| Zakopane 1993                | Dawn Piepenbrink · Nick Castaneda · Estados Unidos     | Svetlana Titkova · Oleg Mahutov · Rússia                 | Dawn Goldstein · Troy Goldstein · Estados Unidos          |
| Jaca 1995                    | Marina Khalturina · Andrei Krukov · Cazaquistão        | Dorota Zagórska · Mariusz Siudek · Polônia               | Aimee Offner · Douglas Cox · Estados Unidos               |
| Jeonju 1997 (detalhes)       | Shen Xue · Zhao Hongbo · China                         | Maria Petrova · Teimuraz Pouline · Rússia                | Olga Semkina · Andrei Chuvilaev · Rússia                  |
| Poprad Tatry 1999 (detalhes) | Victoria Maxiuta · Vladislav Zhovnirski · Rússia       | Pang Qing · Tong Jian · China                            | Viktoria Shliakhova · Grigori Petrovski · Rússia          |
| Zakopane 2001 (detalhes)     | Viktoria Borzenkova · Andrei Chuvilaev · Rússia        | Alena Maltseva · Oleg Popov · Rússia                     | Viktoria Shliakhova · Grigori Petrovski · Rússia          |
| Tarvisio 2003 (detalhes)     | Viktoria Borzenkova · Andrei Chuvilaev · Rússia        | Maria Mukhortova · Pavel Lebedev · Rússia                | nenhum outro competidor                                   |
| Innsbruck 2005 (detalhes)    | Zhang Dan · Zhang Hao · China                          | Tatiana Volosozhar · Stanislav Morozov · Ucrânia         | Maria Mukhortova · Maxim Trankov · Rússia                 |
| Turim 2007 (detalhes)        | Zhang Dan · Zhang Hao · China                          | Tatiana Volosozhar · Stanislav Morozov · Ucrânia         | Arina Ushakova · Sergei Karev · Rússia                    |
| Harbin 2009 (detalhes)       | Zhang Dan · Zhang Hao · China                          | Ksenia Ozerova · Alexander Enbert · Rússia               | Dong Huibo · Wu Yiming · China                            |
| Erzurum 2011 (detalhes)      | Lubov Iliushechkina · Nodari Maisuradze · Rússia       | Dong Huibo · Wu Yiming · China                           | Zhang Yue · Wang Lei · China                              |
| Trentino 2013 (detalhes)     | Ksenia Stolbova · Fedor Klimov · Rússia                | Evgenia Tarasova · Vladimir Morozov · Rússia             | Nicole Della Monica · Matteo Guarise · Itália             |
| Granada 2015 (detalhes)      | Yu Xiaoyu · Jin Yang · China                           | Kristina Astakhova · Alexei Rogonov · Rússia             | Vanessa James · Morgan Ciprès · França                    |
| Krasnoyarsk 2019 (detalhes)  |                                                        |                                                          |                                                           |
| Referências:                 |                                                        |                                                          |                                                           |

### Dança no gelo
| Evento                       | Ouro                                                  | Prata                                                      | Bronze                                                  |
| Špindlerův Mlýn 1964         | Pal Vasarhelyi · Gyorgy Korda · Hungria               | Jutta Peters · Wolfgang Kunz · Alemanha Oriental           | Irena Špatenková · Michal Jiranek · Tchecoslováquia     |
| Sestriere 1966               | Edith Mato · Karoly Csanadi · Hungria                 | Christe Trebesiner · Herbert Rothkappel · Áustria          | Irena Špatenková · Michal Jiranek · Tchecoslováquia     |
| Innsbruck 1968               | Heidi Metzger · Herbert Rothkappl · Áustria           | Diana Skotnická · Martin Skotnický · Tchecoslováquia       | nenhum outro competidor                                 |
| Rovaniemi 1970               | Diana Skotnická · Martin Skotnický · Tchecoslováquia  | Svetlana Bakina · Boris Rublev · União Soviética           | nenhum outro competidor                                 |
| Jaca 1981                    | Elena Garanina · Igor Zavozin · União Soviética       | Natalia Karamysheva · Rostislav Sinitsyn · União Soviética | Jindra Hola · Karol Foltan · Tchecoslováquia            |
| Sófia 1983                   | Natalia Annenko · Genrikh Sretenski · União Soviética | Jindra Hola · Karol Foltan · Tchecoslováquia               | Isabella Micheli · Robert Pelizzola · Itália            |
| Belluno 1985                 | Maia Usova · Alexander Zhulin · União Soviética       | Jindra Hola · Karol Foltan · Tchecoslováquia               | Kathrin Beck · Christoff Beck · Áustria                 |
| Štrbské Pleso 1987           | Kathrin Beck · Christoff Beck · Áustria               | Maia Usova · Alexander Zhulin · União Soviética            | Svetlana Liapina · Gorsha Sur · União Soviética         |
| Sófia 1989                   | Svetlana Liapina · Gorsha Sur · União Soviética       | Ilona Melnichenko · Gennadi Kaskov · União Soviética       | Tracy Sniadach · Leif Erickson · Estados Unidos         |
| Sapporo 1991                 | Ilona Melnichenko · Gennadi Kaskov · União Soviética  | Irina Romanova · Igor Yaroshenko · União Soviética         | Ivana Střondalová · Milan Brzý · Tchecoslováquia        |
| Zakopane 1993                | Kateřina Mrázová · Martin Šimeček · Tchecoslováquia   | Margarita Drobiazko · Povilas Vanagas · Lituânia           | Wendy Millette · Jason Tebo · Estados Unidos            |
| Jaca 1995                    | Irina Lobacheva · Ilia Averbukh · Rússia              | Kateřina Mrázová · Martin Šimeček · Tchecoslováquia        | Elizaveta Stekolnikova · Dmitri Kazarlyga · Cazaquistão |
| Jeonju 1997 (detalhes)       | Olga Sharutenko · Dmitri Naumkin · Rússia             | Nina Ulanova · Mikhail Stifunin · Rússia                   | Akiko Kinoshita · Yosuke Moriwaki · Japão               |
| Poprad Tatry 1999 (detalhes) | Olga Sharutenko · Dmitri Naumkin · Rússia             | Nina Ulanova · Mikhail Stifunin · Rússia                   | Agata Błażowska · Marcin Kozubek · Polônia              |
| Zakopane 2001 (detalhes)     | Elena Grushina · Ruslan Goncharov · Ucrânia           | Sylwia Nowak · Sebastian Kolasiński · Polônia              | Svetlana Kulikova · Arseni Markov · Rússia              |
| Tarvisio 2003 (detalhes)     | Jana Khokhlova · Sergei Novitski · Rússia             | Mariana Kozlova · Sergei Baranov · Ucrânia                 | Nathalie Péchalat · Fabian Bourzat · França             |
| Innsbruck 2005 (detalhes)    | Jana Khokhlova · Sergei Novitski · Rússia             | Julia Golovina · Oleg Voiko · Ucrânia                      | Nathalie Péchalat · Fabian Bourzat · França             |
| Turim 2007 (detalhes)        | Anna Cappellini · Luca Lanotte · Itália               | Anastasia Platonova · Andrei Maximishin · Rússia           | Pernelle Carron · Mathieu Jost · França                 |
| Harbin 2009 (detalhes)       | Alexandra Zaretski · Roman Zaretski · Israel          | Ekaterina Rubleva · Ivan Shefer · Rússia                   | Alla Beknazarova · Vladimir Zuev · Ucrânia              |
| Erzurum 2011 (detalhes)      | Kristina Gorshkova · Vitali Butikov · Rússia          | Alisa Agafonova · Alper Uçar · Turquia                     | Nadezhda Frolenkova · Mikhail Kasalo · Ucrânia          |
| Trentino 2013 (detalhes)     | Pernelle Carron · Lloyd Jones · França                | Julia Zlobina · Alexei Sitnikov · Azerbaijão               | Victoria Sinitsina · Ruslan Zhiganshin · Rússia         |
| Granada 2015 (detalhes)      | Charlene Guignard · Marco Fabbri · Itália             | Sara Hurtado · Adriá Diaz · Espanha                        | Federica Testa · Lukas Csolley · Eslováquia             |
| Almaty 2017 (detalhes)       | Alexandra Nazarova · Maxim Nikitin · Ucrânia          | Sofia Evdokimova · Egor Bazin · Rússia                     | Shari Koch · Christian Nüechtern · Alemanha             |
| Krasnoyarsk 2019 (detalhes)  |                                                       |                                                            |                                                         |
| Referências:                 |                                                       |                                                            |                                                         |

### Patinação sincronizada
| Evento                      | Ouro                   | Prata                         | Bronze                  |
| Turim 2007 (detalhes)       | Suécia                 | Finlândia                     | Rússia                  |
| Harbin 2009 (detalhes)      | Team Surprise · Suécia | Rockettes · Finlândia         | Team Tatarstan · Rússia |
| Erzurum 2011 (detalhes)     | Rockettes · Finlândia  | Marigold IceUnity · Finlândia | Team Paradise · Rússia  |
| Krasnoyarsk 2019 (detalhes) |                        |                               |                         |
| Referências:                |                        |                               |                         |